# Represa Rio Manso
A represa Rio Manso é um reservatório de água formado por uma barragem construída no rio Manso, no município brasileiro de Brumadinho, em Minas Gerais, para captação, represamento e tratamento de água na Região Metropolitana de Belo Horizonte. A represa é controlada pela Companhia de Saneamento de Minas Gerais (COPASA). O empreendimento, denominado Sistema Rio Manso, é parte  integrante  do  Sistema Integrado do Paraopeba. Nesse sistema  as  populações  são  atendidas  conjuntamente  pelos  sistemas  de  abastecimento  do  rio Manso, Serra Azul e Vargem das Flores.
O reservatório formado pela barragem de regularização inunda uma área aproximada de 1.080 hectares nos municípios de Brumadinho e Rio Manso. Com uma capacidade total de armazenamento de aproximadamente 128 milhões de metros cúbicos, é o maior reservatório da Região Metropolitana de Belo Horizonte.
A represa Rio Manso, além de ser um importante reservatório de abastecimento de água para os municípios da Região Metropolitana de Belo Horizonte (RMBH), é um contribuinte para a sub-bacia do Rio Paraopeba que, por sua vez pertence à Bacia Federal do Rio São Francisco.  O manancial é protegido por duas unidades de conservação , uma estadual e outra municipal, que restringem as atividades econômicas e protegem o entorno do reservatório.

## História
Até o início dos anos 1990, a Região Metropolitana de Belo Horizonte já contava com duas represas construídas para abastecimento de água, a represa Vargem das Flores, inaugurada em 1972, e a represa Serra Azul, construída em 1981 e inaugurada em 1982. O crescimento industrial e demográfico e a consequente demanda por água tratada deu ensejo à instalação sistema de tratamento de água que incluísse a construção de uma nova represa na região.
O Sistema Rio Manso  estava previsto para ser implantado em duas etapas. A primeira contaria com a instalação  da barragem de regularização, reservatório, adutora, elevatória de água bruta, estação de tratamento de água, elevatórias de água tratada, câmara de transição, reservatório de água tratada, elevatória de água tratada, adutora de água tratada, área de proteçaõ, unidade de tratamento de resíduos, unidade operacional, balança para caminhão e subestação elétrica.
A implantação da primeira etapa do sistema ocorreu entre os anos de 1985 e 1991, passando a funcionar de forma provisória até março de 1992, quando a operação foi normalizada. Desde então, a barragem passou a funcionar com capacidade para regularizar 8,24 m³/s e as 
demais unidades para uma vazão de 4,12 m³/s (água bruta) e 4,00 m³/s (água tratada).
A segunda etapa do sistema consiste na expansão da capacidade de captação utilizada no limite da unidade de regularização já construída (8,24 m³/s), vazão suficiente para as demandas previstas pelo Plano Diretor em sua perspectiva.
A represa do Rio Manso sempre permaneceu com capacidade máxima ou bem próxima da máxima até o período de seca na Região Sudeste do Brasil em 2014–2017. Os percentuais de água acumulada no reservatório registraram, nos meses de janeiro dos anos de 2011 a 2015, respectivamente, 100%, 100%, 99%, 95% e 45%. Essa escassez hídrica aumentou as chances de interrupção do fornecimento de água tratada ou de racionamento. Devido às limitações de transferência de água entre os Sistemas Paraopeba e Rio das Velhas, à ausência de reservatórios de água bruta no Rio das Velhas e, ainda, como os sistemas Serra Azul e Vargem das Flores estavam operando próximos de sua produção máxima, o sistema Rio Manso foi identificado pela COPASA como boa alternativa para incremento de vazão na produção de água na região metropolitana. Com isso, a COPASA, por meio de parceria público-privada, contratou a PPP Rio Manso para aumento da vazão de produção de 4 para 5,8 m³/s.
Em 2015, o cenário de escassez hídrica permaneceu e o volume total dos reservatórios do Sistema Paraopeba caiu drasticamente. A solução proposta pelo projeto anterior não se confirmara. A COPASA adotou uma série de medidas para reduzir o consumo e aumentar a produção.
Uma das ações elencadas pela COPASA para garantir condições mínimas de abastecimento foi buscar novas fontes de produção de água com o propósito de compensar a redução de captação de água nos reservatórios do Sistema Paraopeba. Para atender este objetivo, estudou-se a implantação de alternativa de captação no Rio Paraopeba com a adução de água bruta até a estação de tratamento do Rio Manso. O local de captação seria próximo da ETA Rio Manso, seria possível aproveitar a estrutura existente, a execução da obra seria de curto prazo e economicamente viável, portanto constatou-se que essa  seria a melhor alternativa no contexto do problema.

## Características
O Sistema Rio Manso é consitituído pelas seguintes unidades: barragem de regularização, reservatório com área de inundação de 1.080 hectares, adutora de água bruta, elevatória de água bruta, estação de tratamento de água, elevatórias de água tratada, câmara de transição, reservatório de água tratada, elevatória de água tratada, adutora de água tratada, área de Proteção do Sistema com 9.000 hectares, unidade de tratamento de resíduos, unidade operacional, balança para caminhão e subestação elétrica.
A sistema localiza-se no distrito Conceição de Itaguá, a sete quilômetros do centro de Brumadinho e a aproximadamente 65 quilômetros de Belo Horizonte.
O projeto da barragem de regularização possui as características abaixo.
- Barragem: 
  - Cota da crista (1ª etapa): 791,26m;
  - Cota da crista (2ª etapa): 799,11m;
  - Volume do maciço de terra (1ª etapa): 9.500.000 m³;
  - Volume do maciço de terra (2ª etapa): 10.150.000 m³;
- Torre de Tomada: 
  - Implantação em etapa única;
  - Captação dia de maior consumo (1ª etapa): 8,24 m³/s;
  - Captação dia de maior consumo (2ª etapa): 10,32 m³/s.

## Impactos ambientais
O Sistema Rio Manso está totalmente inserido no bioma da Mata Atlântica. De acordo com o mapeamento da cobertura vegetal do Zoneamento Ecológico-Econômico elaborado em parceria entre o governo de Minas Gerais e a Universidade Federal de Lavras, o tipo de vegetação predominante no local é a floresta estacional semidecidual, mas também estão presentes vegetações do cerrado, campo e campos rupestres.
Na bacia do rio Manso, foi evidenciada a presença de espécies ameaçadas da flora, como o jacarandá-da-bahia e da fauna, como o tamanduá-bandeira, a onça-parda, o lobo-guará, o gato-do-mato, a jaguatirica, e a lontra-neotropical.
Para proteger o manancial da represa Rio Manso bem como a biodiversidade no entorno e garantir o represamento de água com qualidade, o Governo Mineiro criou, pelo decreto 27.928 de 15/03/88, a Área de Proteção Especial (APE) Manancial Rio Manso. A APE é classificada como Unidade de Conservação de Uso Sustentável e protege uma área de 65.778 hectares na sub-bacia do rio Manso, que compreende porções dos territórios os municípios de Bonfim, Brumadinho, Crucilândia, Itatiaiuçu e Rio Manso.
| Município   | Área do Município / ha | Área da UC dentro do Muncípio / ha | Percentagem da UC em relação ao Município | Percentagem da UC dentro do Município |
| ----------- | ---------------------- | ---------------------------------- | ----------------------------------------- | ------------------------------------- |
| Bonfim      | 30.031                 | 3.455                              | 11,50%                                    | 5,25%                                 |
| Brumadinho  | 64.008                 | 9.256                              | 14,46%                                    | 14,07%                                |
| Crucilândia | 16.685                 | 14.776                             | 88,56%                                    | 22,46%                                |
| Itatiaiuçu  | 29.564                 | 15.175                             | 51,33%                                    | 23,07%                                |
| Rio Manso   | 23.145                 | 23.116                             | 99,87%                                    | 33,15%                                |

A COPASA é proprietária de 9.000 ha definida, para os meios físico e biótico, como Área Diretamente Afetada (ADA), que abriga o Sistema Rio Manso incluindo barragem, reservatório, áreas das estruturas construídas, áreas de vegetação da reserva e as nascentes de contribuição direta do manancial, compreendidas neste perímetro de posse da empresa.
Além da APE criada pelo governo estadual, existe outra unidade de conservação de uso sustentável: A Área de Proteção Ambiental (APA) Rio Manso. A unidade de conservação foi criada pela Lei Municipal nº 523, de 15 de dezembro de 1998 e protege uma área de 7.331 hectares dentro do município.